# Rudolf Fraja
Rudolf Josef Melchior Fraja (* 24. Dezember 1892 in München; † 10. Januar 1964 ebenda) war ein deutscher Verwaltungsjurist.

## Werdegang
Fraja studierte Rechtswissenschaften an der Universität München. Er stand über 30 Jahre lang im Dienst der Bayerischen Verwaltungsschule. Von 1933 an war er Leiter der Geschäftsstelle, später Direktor.
Um während des Zweiten Weltkriegs und in der Nachkriegszeit die Ausbildung Hunderter von schwerbeschädigten Bewerbern zu ermöglichen, schuf er zunächst in Utting a.Ammersee eine behelfsweise Einrichtung, aus der dann unter seiner Leitung das Bildungszentrum in Holzhausen a.Ammersee entstanden ist.
Seit 1913 war er Mitglied der katholischen Studentenverbindung KDStV Aenania München.

## Ehrungen
- 1958: Verdienstkreuz 1. Klasse der Bundesrepublik Deutschland

## Quelle
- Bundesarchiv B 122/38473